# Margarete Hahn
Margarete Hahn (* 5. November 1898 in Potschappel; † 19. August 1981 in Dresden) war eine deutsche Gewerkschafterin und Politikerin (SED).

## Leben
Margarete Hahn wuchs in einer neunköpfigen sozialdemokratischen Arbeiterfamilie in Sachsen auf. Nach der Volksschule begann sie eine Ausbildung zur Strohhutnäherin, die sie jedoch abbrach. Sie wurde als ungelernte Näherin beschäftigt. Mit 16 Jahren trat sie der Sozialistischen Arbeiterjugend (SAJ) bei und wurde Vorsitzende der Ortsgruppe Dresden. 1917 wurde sie verhaftet, weil sie die SAJ-Zeitschrift Stürmer am Internationalen Jugendtag verteilte und wurde zu einer Haftstrafe von 15 Monaten verurteilt.
Nach ihrer Freilassung 1918 schloss sie sich der SPD an. Dort war sie im Bundesfrauenausschuss. Ab 1921 wurde sie Mitglied des Arbeiter-Turn- und Sportbundes (ATSB). Gewerkschaftlich war sie zunächst im Fabrikarbeiterverband, dann im Hutarbeiter-Verband organisiert. Dort war sie von 1930 bis zum Verbot 1933 im Ortsvorstand.
Zu Beginn des Dritten Reichs war sie als Gegnerin des Nationalsozialismus bekannt. Neben einer Hausdurchsuchung durch die SA 1933 blieb sie jedoch weitestgehend unauffällig und arbeitete als Strohhutnäherin in Dresden. Erst gegen Ende des Zweiten Weltkriegs engagierte sie sich in der humanitären Hilfe für sowjetische Kriegsgefangene.
Nach dem Krieg trat sie zunächst der SPD bei und wurde nach der Zwangsvereinigung von KPD und SPD SED-Mitglied. Gewerkschaftlich engagierte sie sich in der IG Textil, Bekleidung, Leder (IGTBL). Dort war sie von 1946 bis 1949 erste Vorsitzende und von 1950 bis 1952 erste Vorsitzende  des Landesvorstands. Von 1952 bis 1963 war sie Bezirksvorsitzende in Dresden. Als FDGB- und SED-Mitglied saß sie von 1948 bis 1958 im Sächsischen Landtag beziehungsweise später im Dresdner Bezirksrat.

## Auszeichnungen
- Clara-Zetkin-Medaille
- Fritz-Heckert-Medaille
- Vaterländischer Verdienstorden in Bronze (1958),[1] in Silber